# Gauliga Wartheland
La Gauliga Wartheland fue la liga de fútbol más importante de los voivodatos de Varsovia, Lodz y Poznan durante el gobierno de Alemania Nazi de 1941 a 1945.

## Historia
La liga fue creada en 1941 por la Oficina Nazi de Deportes luego de que Alemania Nazi incorporara los voivodatos de Varsovia, Lodz y Poznan a causa del Tercer Reich y luego de vencer al ejército de Polonia. 
En su temporada inaugural la liga contó con la participación de 10 equipos divididos en dos grupos de cinco equipos cada uno, en donde los dos campeones divisionales se enfrentaban en una final para definir al clasificado de la liga para la Gauliga Nacional. Los equipos de Polonia les fue prohibido participar en la liga, ya que solo podían participar equipos representantes de la minoría de ascendencia alemana en Polonia,la cual representaba a un 10% de la región y a un 2% de la población total del país.
Para la siguiente temporada conservaron los diez equipos, pero con la diferencia de que se jugaría con un solo grupo, y los tres peores equipos de la temporada descendían de categoría.
El inminente colapso de la Alemania Nazi provocó la desaparición del sistema de Gauliga, por lo que no se jugó la temporada de 19644/45.
Luego de finalizar la Segunda Guerra Mundial, la Gauliga deja de existir y la región pasa a control de la Unión Soviética para que posteriormente regrese a ser parte de Polonia, los habitantes de ascendencia alemana fueron expulsados de la región y los equipos de origen alemán fueron disueltos.

## Equipos Fundadores
Estos fueron los equipos que disputaron la temporada inaugural de la liga en 1941/42:
| Grupo I: - Deutscher SC Posen - BSG DWM Posen - SG Ordnungspolizei Posen - Reichsbahn SG Posen - Post SG Posen | Grupo II: - SG Ordnungspolizei Litzmannstadt - Union 97 Litzmannstadt - SG Zduńska Wola (1943 SG Freihaus) - Reichsbahn SG Litzmannstadt - SG Sturm Pabianitz |

## Ediciones Anteriores
| Temporada | Campeón                          | Subcampeón               |
| --------- | -------------------------------- | ------------------------ |
| 1941-42   | SG Ordnungspolizei Litzmannstadt | Deutscher SC Posen       |
| 1942-43   | BSG DWM Posen                    | SG Ordnungspolizei Posen |
| 1943-44   | BSG DWM Posen                    | SG Ordnungspolizei Posen |

## Posiciones Finales 1941-44
| Club                        | 1942 | 1943 | 1944 |
| --------------------------- | ---- | ---- | ---- |
| DSC Posen                   | 1    | 5    | 4    |
| DMW Posen                   | 2    | 1    | 1    |
| Orpo Posen                  | 3    | 2    | 2    |
| Reichsbahn SG Posen         | 4    |      | 6    |
| Post SG Posen               | 5    | 7    | 9    |
| Orpo Litzmannstadt          | 1    | 4    | 7    |
| Union 97 Litzmannstadt      | 2    | 3    | 8    |
| SG Freihaus                 | 3    | 8    | 10   |
| Reichsbahn SG Litzmannstadt | 4    | 10   |      |
| SG Sturm Pabianitz          | 5    |      |      |
| TSG Gnesen                  |      | 6    | 5    |
| TSG Kutno                   |      | 9    |      |
| SG Kalisch                  |      |      | 3    |